# Star Wars: Episode VII: The Force Awakens
Star Wars: Episode VII: The Force Awakens (of kortweg Star Wars: The Force Awakens) is het zevende deel uit de succesvolle filmfranchise Star Wars bedacht door George Lucas. De film werd geregisseerd door J.J. Abrams en geproduceerd door Lucasfilm (Kathleen Kennedy), Walt Disney Pictures en Bad Robot Productions (Bryan Burk en J.J. Abrams). Het scenario van de film is geschreven door Michael Arndt, Lawrence Kasdan en J.J. Abrams. Bij de start van het project was George Lucas creatief consulent.
De film ging op 14 december 2015 in Los Angeles in wereldpremière, ongeveer tien jaar na Episode III, en vormt het eerste deel van de vervolgtrilogie. In België en Nederland is de film op woensdag 16 december in de zalen gegaan, zowel in 2D als in 3D.

## Verhaal
Zo'n dertig jaar na de vernietiging van de tweede Death Star, heeft Luke Skywalker zich op een onbekende locatie teruggetrokken. De First Order is een nieuwe beweging die uit de as van het Galactisch Keizerrijk is opgerezen. De beweging zint op de totale vernietiging van de Nieuwe Republiek. De Rebellenalliantie, geruggensteund door de Nieuwe Republiek, biedt er weerstand tegen terwijl ze wanhopig op zoek zijn naar Luke, de laatst overgebleven Jedi.
Op de planeet Jakku ontmoet Poe Dameron, een rebellenpiloot, Lor San Tekka van wie hij een deel van een digitale kaart krijgt met daarop de locatie van Luke Skywalker. Stormtroopers onder de leiding van Kylo Ren vallen het dorp binnen. Poe verbergt de kaart in zijn droid BB-8. Kylo Ren en zijn Stormtroopers van de First Order nemen Poe gevangen. Kylo Ren brengt eerst Lor San Tekka om het leven, waarna alle dorpelingen door zijn Stormtroopers worden vermoord. BB-8 weet ondertussen uit handen van Kylo Ren te blijven en ontsnapt.
Teruggekeerd op de Finalizer, het vlaggenschip van de First Order, weet Kylo Ren met behulp van de Kracht Poe zo ver te krijgen dat hij onthult de kaart aan BB-8 te hebben gegeven. De sinds de uitroeiing van het dorp op Jakku met wroeging kampende Stormtrooper FN-2187 bevrijdt Poe en samen ontsnappen ze in een TIE fighter uit de Finalizer. Na een crashlanding op Jakku komt FN-2187 (inmiddels door Poe hernoemd tot Finn) in zijn neergekomen schietstoel weer tot bewustzijn. Hij denkt de enige overlevende te zijn en hij ontmoet Rey, die kort daarvoor BB-8 uit handen van een jutter wist te houden. De First Order weet hen echter te achterhalen en valt het jutterskamp waar ze verblijven aan. Gedrieën ontsnappen ze in de Millennium Falcon. Dit voormalige ruimteschip van Han Solo staat als oud ijzer in het jutterskamp en blijkt al snel het enige vervoersmiddel.
Eenmaal in de ruimte kampt de Millennium Falcon met technische problemen en wordt het ruimteschip stilgelegd door een vrachtschip dat hen vervolgens oppikt. Dit vrachtschip blijkt van Han Solo en Chewbacca te zijn. Na kennismaking legt Han aan Rey en Finn uit dat Luke geprobeerd heeft de Jedi Order opnieuw op te bouwen, maar dat hij verdween nadat een leerling zich aan de duistere kant overgegeven had. Hierna wordt het vrachtschip van Han door piraten/schuldeisers geënterd. Mede dankzij hongerige ruimtewezens ontsnappen ze, maar de piraten informeren wel de First Order over de betrokkenheid van Han Solo.
Op de Starkillerbasis neemt Opperste Leider Snoke middels een holografische transmissie contact op met Kylo Ren. Hij instrueert hem zijn vader Han Solo te vermoorden, zodat hij zich volledig aan de duistere kant kan overgeven. De Starkillerbasis blijkt een tot wapen getransformeerde planeet die op basis van zonne-energie in staat is om volledige sterrensystemen te vernietigen. Snoke beveelt Generaal Hux om dit wapen voor de eerste maal in te zetten. Alvorens tot vernietiging van het Hosnianstelsel, de thuisbasis van de Galactische Senaat, over te gaan, kondigt Hux het einde van de Republiek aan.
Ondertussen ontmoeten Han Solo en aanhang op Takodana ene Maz Kanata in haar tempel. Zij wil hen helpen om BB-8 in contact te brengen met de Rebellen. Finn vreest echter voor zijn leven en probeert op eigen houtje uit de handen van de First Order te blijven. Rey voelt zich in de tempel van Maz Kanata op schijnbaar onverklaarbare wijze aangetrokken tot de kelders van het gebouw. In een keldervertrek vindt ze het aldaar bewaarde lichtzwaard dat ooit toebehoorde aan Luke Skywalker en diens vader voor hem. Bij aanraking van het lichtzwaard krijgt Rey een visioen. Verward door wat ze heeft gezien, vlucht ze het bos in. Ondertussen lanceert de First Order een aanval waarbij Finn het lichtzwaard veilig tracht te stellen. In plaats daarvan ziet hij zich genoodzaakt het zelf te gebruiken. Hij, Han en Chewbacca worden uit hun benarde situatie gered door Rebellenpiloten, aangevoerd door Poe. Rey wordt gevangengenomen door Kylo Ren, maar zij weerstaat door de in haar ontluikende Kracht zijn pogingen om haar gedachten te lezen. Met behulp van de Kracht ontsnapt ze uiteindelijk.
Han, Chewbacca en Finn, in gezelschap van BB-8, arriveren op de Rebellenbasis op D'Qar. Ze ontmoeten er Generaal Leia Organa, C-3PO en R2-D2. Deze laatste heeft zichzelf uitgeschakeld nadat zijn meester Luke hem verlaten had. Terwijl de Starkillerbasis in gereedheid gebracht wordt om D'Qar aan te vallen, bedenken de Rebellen een plan om de energieschilden uit te schakelen zodat hun fighters de basis kunnen aanvallen. Han, Chewbacca en Finn gebruiken de Millennium Falcon om de basis binnen te dringen en treffen er Rey aan. Wanneer ze springladingen aanbrengen lopen ze Kylo Ren tegen het lijf. Han tracht zijn tot de Duistere Kant verleide zoon over te halen om terug te keren. Kylo Ren doodt echter zijn vader Han. Chewbacca weet in woede Kylo Ren met zijn kruisboog te raken en ontsteekt vervolgens de springladingen, waarna X-Wingfighters de basis kunnen aanvallen en er een kettingreactie van vernietigende explosies losbrandt.
De gewonde Kylo Ren achtervolgt Rey en Finn naar het oppervlak van de Starkillerbasis. Finn bevecht Kylo Ren met het lichtzwaard van Luke. Als Finn door Kylo Ren verwond wordt, pakt Rey door gebruik te maken van de Kracht het wapen op. Er volgt een duel tussen Kylo Ren en Rey. Gesterkt door de Kracht lijkt Rey uiteindelijk aan de winnende hand te zijn tot het moment waarop de grond tussen hen als gevolg van explosies binnenin de Starkillerbasis openscheurt. Snoke beveelt ondertussen aan Hux de Starkillerbasis te evacueren en ontbiedt Kylo Ren. Rey brengt samen met Chewbacca Finn aan boord van de Millennium Falcon. Samen met de X-Wingfighters verlaten ze de Starkillerbasis die uiteindelijk explodeert. Aangekomen op D'Qar vieren de Rebellen de overwinning op de First Order, terwijl Rey, Leia en Chewbacca rouwen om het verlies van Han. R2-D2 ontwaakt uit zijn low-battery-modus, al dan niet naar aanleiding van de vernietiging van de Starkillerbasis, en completeert de kaart van BB-8 met de kaart die Luke voor hij verdween in zijn geheugen heeft opgeslagen. Samen met Chewbacca en R2-D2 koerst Rey in de Millennium Falcon naar de locatie waar Luke zich bevindt. Op een eiland in een oceaan op een verre planeet vindt ze Luke, waarna ze hem zijn lichtzwaard aanreikt.

## Rolverdeling
| Acteur                                                   | Personage                               |
| -------------------------------------------------------- | --------------------------------------- |
| Harrison Ford                                            | Han Solo                                |
| Mark Hamill                                              | Luke Skywalker                          |
| Carrie Fisher                                            | Prinses Leia Organa                     |
| Adam Driver                                              | Ben Solo / Kylo Ren                     |
| Daisy Ridley                                             | Rey                                     |
| John Boyega                                              | Finn                                    |
| Oscar Isaac                                              | Poe Dameron                             |
| Lupita Nyong'o                                           | Maz Kanata                              |
| Andy Serkis                                              | Opperste Leider Snoke                   |
| Domhnall Gleeson                                         | Generaal Armitage Hux                   |
| Anthony Daniels                                          | C-3PO                                   |
| Kenny Baker                                              | R2-D2                                   |
| Max von Sydow                                            | Lor San Tekka                           |
| Peter Mayhew Joonas Suotamo                              | Chewbacca                               |
| Gwendoline Christie                                      | Kapitein Phasma                         |
| Pip Andersen                                             | Leider van de Stormtroopers             |
| Simon Pegg                                               | Unkar Plutt                             |
| Kiran Shah                                               | Teedo                                   |
| Pip Torrens                                              | Kolonel Kaplan                          |
| Andrew Jack                                              | Majoor Caluan Ematt                     |
| Greg Grunberg                                            | Snap Wexley                             |
| Brian Vernel                                             | Bala-Tik                                |
| Yayan Ruhian                                             | Tasu Leech                              |
| Warwick Davis                                            | Wollivan                                |
| Ken Leung                                                | Admiraal Statura                        |
| Iko Uwais                                                | Razoo Qin-Fee                           |
| Cailey Fleming                                           | Jonge Rey                               |
| Harriet Walter                                           | Dr. Kalonia                             |
| Tim Rose Erik Bauersfeld (stem)                          | Admiraal Gial Ackbar                    |
| Mike Quinn Kipsang Rotich (stem)                         | Nien Nunb                               |
| Michael Giacchino                                        | FN-3181                                 |
| Billie Lourd                                             | Luitenant Kaydel Ko Connix              |
| Jessica Henwick                                          | Jess Testor                             |
| James McArdle                                            | Niv Lek                                 |
| Hannah John-Kamen Thomas Brodie-Sangster                 | First Order Officier                    |
| Brian Herring Dave Chapman                               | BB-8                                    |
| Daniel Craig Ben Schwartz Ed Sheeran James Arnold Taylor | Stormtrooper                            |
| Tom Kane                                                 | Hosnian Bewoner (stem)                  |
| Paul Kasey Matthew Wood (stem)                           | Ello Asty                               |
| Fred Tatasciore                                          | Niima Scavenger (stem)                  |
| Alec Guinness (archief materiaal) Ewan McGregor          | Obi-Wan Kenobi (stem)                   |
| Frank Oz (archief materiaal)                             | Yoda (stem)                             |
| Ian McDiarmid (archief materiaal)                        | Keizer Palpatine / Darth Sidious (stem) |

## Achtergrond

### Cast & crew

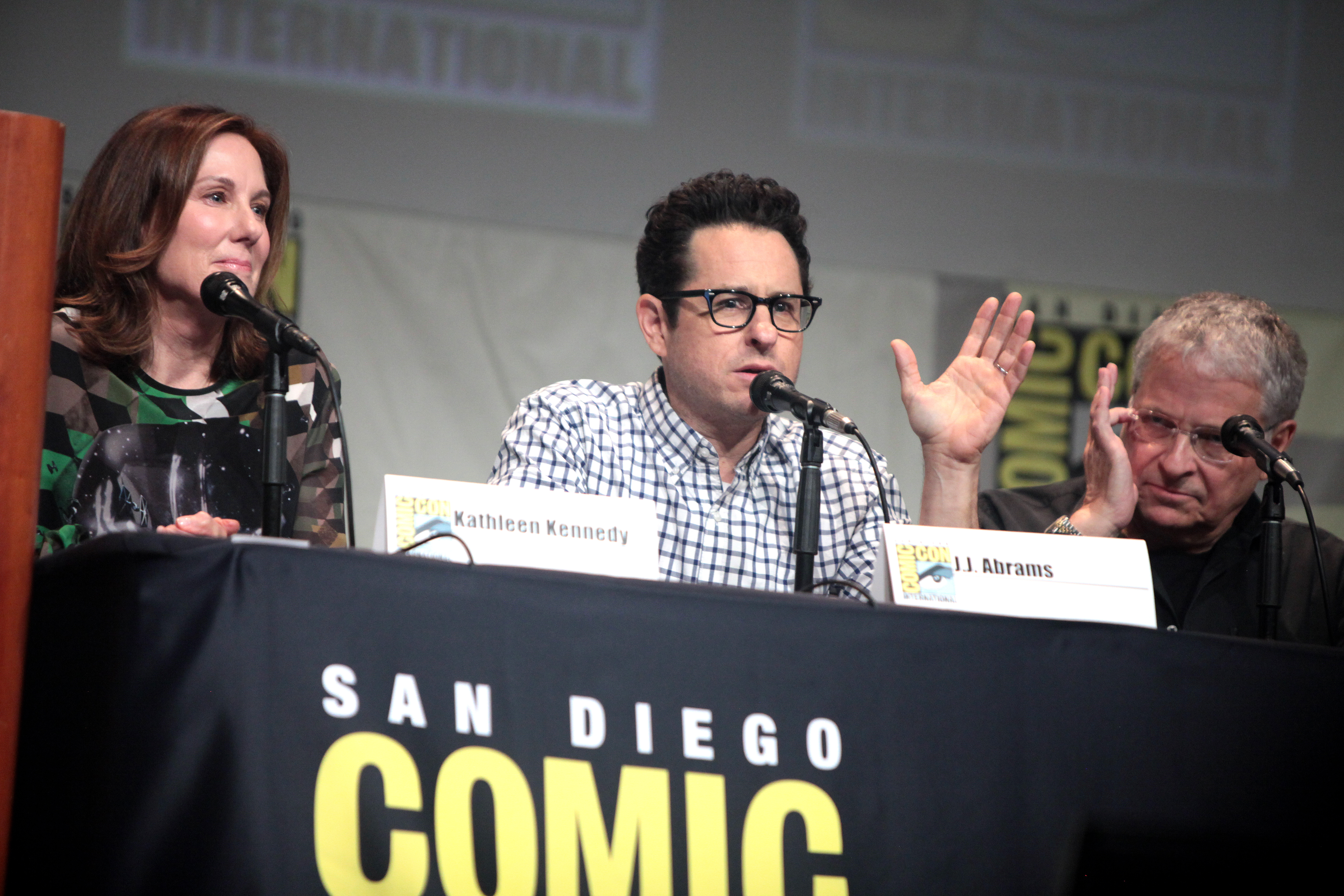
Kathleen Kennedy, J.J. Abrams en Lawrence Kasdan (v.l.n.r.) op Comic-Con 2015 voor The Force Awakens

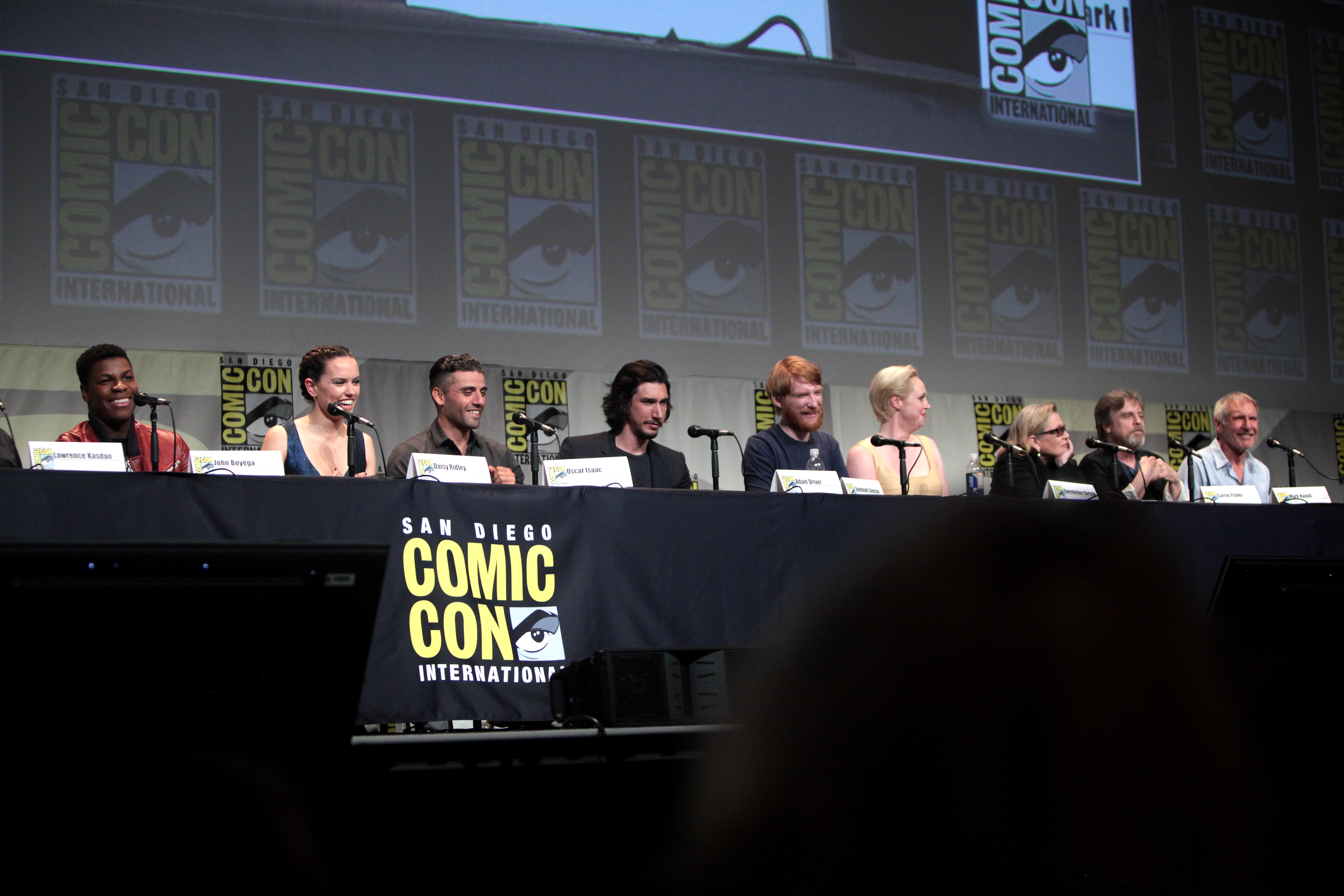
Deel van de cast op Comic-Con 2015. (v.l.n.r.: John Boyega, Daisy Ridley, Oscar Isaac, Adam Driver, Domhnall Gleeson, Gwendoline Christie, Carrie Fisher, Mark Hamill en Harrison Ford)

Toen bekendgemaakt werd dat er een nieuwe film zou worden gemaakt, kwamen er geruchten op gang over de terugkeer van Harrison Ford, Carrie Fisher en Mark Hamill (de oorspronkelijke acteurs). Op 29 april 2014 werd dit bericht na jarenlange speculatie bevestigd door de producenten.

### Productie

#### Filmopnamen
De filmopnamen begonnen op 2 april 2014 in de Verenigde Arabische Emiraten. Op 16 mei 2014 begonnen de hoofdopnamen in Abu Dhabi. Later die maand begonnen de opnamen in de Pinewood Studios te Engeland.

#### Kleine vertraging
Op 12 juni 2014 werd bekendgemaakt dat hoofdrolspeler Harrison Ford was opgenomen in het ziekenhuis na een ongeval op de set. De acteur brak tijdens het filmen zijn been en moest geopereerd worden. Pas later werd verteld waarom: op de set van de Millennium Falcon viel namelijk een hydraulische deur neer op zijn been. Na enkele maanden vertraging kon hij terug naar de set.
Tijdens het ongeval brak regisseur J.J. Abrams zijn rug. Toen de deur dichtsloeg, schoot hij Harrison Ford te hulp. Niet beseffend dat je een hydraulische deur niet kan optillen, probeerde hij tevergeefs de deur omhoog te trekken. Toen hij een week later naar de dokter ging wegens een voortdurende pijn, bleek dat zijn rug gebroken was (een scheur in een van zijn wervels). Hij werkte verder met een rugbrace.

#### Geheimhouding
Er werden veel inspanningen gedaan om ervoor te zorgen dat het werk van de producers geheim zou blijven. Zo dreigde er gevaar van overvliegende drones (is wel degelijk gebeurd) en het lekken van het script. Daarom vroeg Disney een licentie aan voor een 'droneschild' dat zou waarschuwen wanneer er drones in de buurt kwamen. Toen men met filmen moest beginnen, had men echter nog geen licentie en dus moest er zonder schild van start gegaan worden. Het bedrijf werd wel door de British Civil Aviation Authority een no-flyzone rond de set toegekend. Verder moesten bezoekers hun telefooncamera's afplakken, de acteurs mochten hun script niet naar huis meenemen en het script zou geprint zijn op rood papier, zodat het niet leesbaar was wanneer het gefotokopieerd zou worden. Ook na de productie werd er veel moeite gedaan.

#### Digitale effecten
Tijdens de "Star Wars Celebration Europe" maakte producent Kathleen Kennedy bekend dat men in de nieuwe filmreeks minder gebruik wilde gaan maken van de digitale animatietechniek CGI (Computer Generated Images) dan in de prequelreeks. Het wordt George Lucas immers vaak kwalijk genomen dat hij in Episode I, II en III hier te veel gebruik van maakte. Door dit niet te doen, hoopt men nu realistischere beelden te bekomen. Er wordt teruggegrepen naar de traditionelere methodes, namelijk het gebruik maken van practical effects: zo werden er veel kostuums handgemaakt, net als enkele ruimteschepen. Ook maakte men opnamen in een echte woestijn.

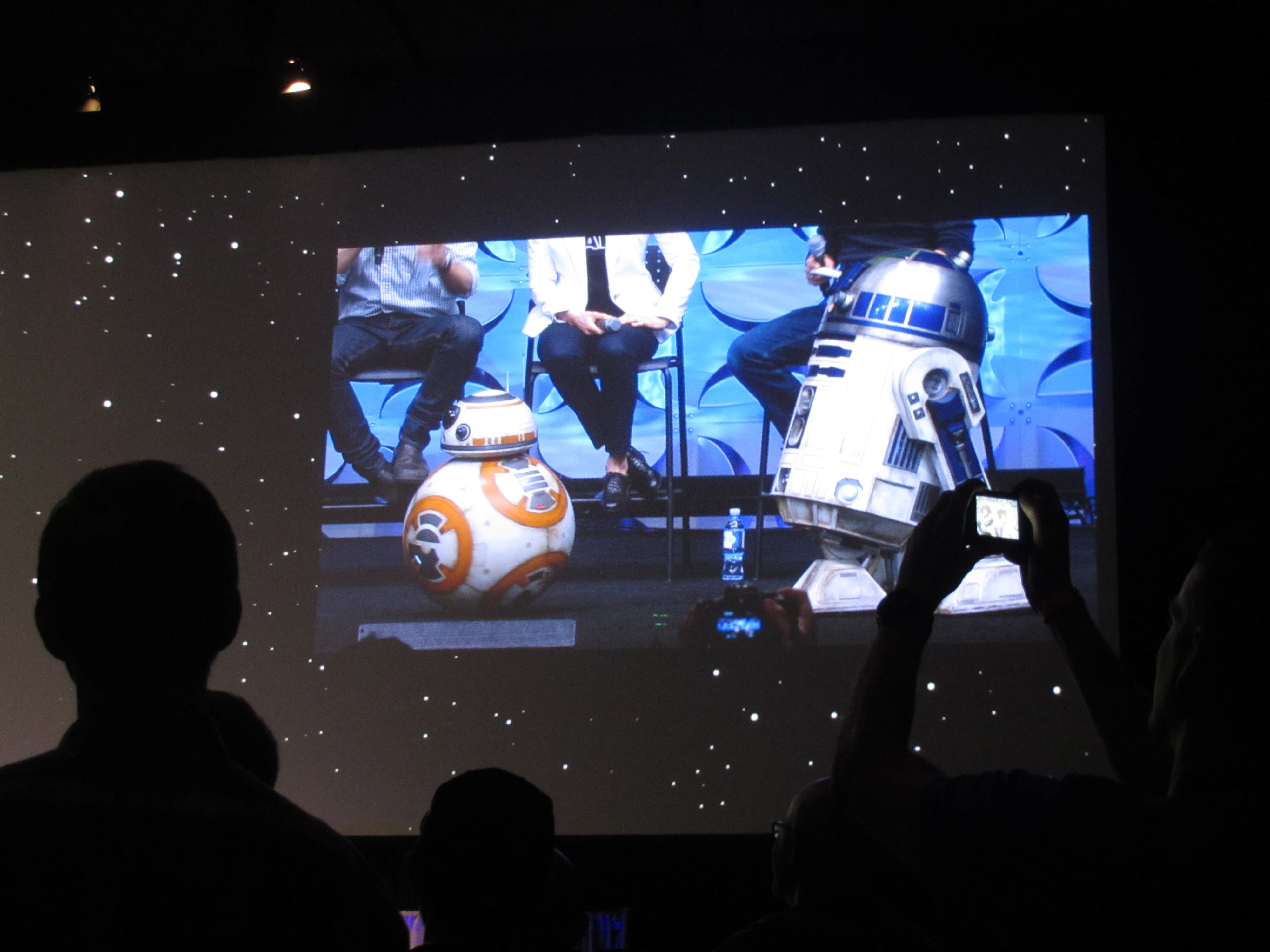
BB-8 (links) en R2-D2 op Comic-Con 2015

#### R2-D2 en BB-8
- Op 19 november 2013 werd vrijgegeven dat de robot R2-D2, een van de bekendste personages van de reeks, ook in Episode VII zou voorkomen. Meer dan dat: hij zou door fans gemaakt worden. Kathleen Kennedy, de president van Lucasfilm, bezocht de stand van de R2-D2 Builders, een club die werkende en accurate astromechdroids maakt, op Star Wars Celebration Europe 2013 (Duitsland). Ze was erg onder de indruk van hun werk. Later werd er contact opgenomen en twee bouwers mochten voltijds aan de slag om in Pinewood Studios de R2-D2 voor de nieuwe film te maken. Oliver Steeples en Lee Towersey werden wegens hun ervaring en expertise daarvoor gekozen. Ze hebben ook al allebei aan Star Wars-gerelateerde reclamefilmpjes meegewerkt en konden dus met de tijdsdruk van het filmen en alles dat erbij komt kijken overweg. "Het is een droom die in vervulling gaat" zei Steeples erover.[22]
- BB-8 is een astromechdroid bedacht door J.J. Abrams in 2013. De eerste tekeningen van BB-8 waren ruwe schetsen die hij maakte op een servet. Na veel discussie werd er besloten de robot echt te vervaardigen. Enerzijds omdat dit echtere beelden oplevert en anderzijds omdat het gemakkelijker is voor de acteurs om zich te kunnen inleven. Het doel was zo weinig mogelijk CGI te gebruiken. Uiteindelijk slaagde het technisch team erin een werkend, met afstandbediening bestuurd, robotje te maken.[23][24]

### Muziek
Op 28 juli 2013 werd aangekondigd dat John Williams zou terugkeren als componist. Hij componeerde eerder al de iconische muziek van de vorige zes films en zei in een interview dat hij erg blij is naar het Star Wars-universum terug te mogen keren.

### Aanloop naar de première

#### Titel
Op zijn Twitterpagina kondigde Disney op 6 november 2014 aan dat de naam van de film The Force Awakens zou zijn.

#### Vrijgeven van filmmateriaal
De filmproducenten werden in het algemeen erg geprezen voor de manier waarop ze de film aan de man brachten. Men bleef erg geheimzinnig en liet slechts zo nu en dan wat filmmateriaal los, zonder dat het plot weggegeven werd. Dit laatste wordt de meeste trailers vandaag de dag vaak kwalijk genomen. Ook lichtte men op stripconventies vaak een tipje van de sluier.
De eerste teasertrailer verscheen op 28 november 2014. Hiermee werden de eerste beelden van de film vrijgegeven. Het maakte veel reacties los; vooral de nieuwe lightsaber van Kylo Ren werd van alle kanten bespot maar ook verdedigd. De tweede teasertrailer kwam uit op 16 april 2015. Op 16 juni 2015 bevestigde Guinness World Records dat deze een nieuwe werelddrecord gevestigd had, namelijk dat van  'Meest bekeken filmtrailer op YouTube in 24 uur' . De teller stond na één dag op 30,65 miljoen (het is mogelijk dat de nieuwste trailer dit heeft gebroken). Vooral het na lange tijd terugzien van Han Solo en zijn copiloot Chewbacca wekte veel enthousiasme bij de fans.
De trailer kwam uit op 19 oktober 2015, ongeveer twee maanden voor de première van de film. Het maakte zijn debuut tijdens de pauze van een wedstrijd van de Amerikaanse National Football League op de zender ESPN (een zender van de Walt Disney Company). De trailer werd op de zender door ruim 16 miljoen mensen gezien. In de eerste 24 uren werd het ook meer dan 112 miljoen keer bekeken op het internet (media als YouTube, Facebook...). Een totaal van dus meer dan 128 miljoen wereldwijd op één dag. Op de dagen die erop volgden, verschenen er regelmatig televisiespotjes met enkele nieuwe beelden.
Enkele populaire citaten uit deze promotiefilmpjes zijn:

There has been an awakening, have you felt it? The dark side... and the light.(Er is een ontwaking geweest, heb je het gevoeld? De Duistere Kant... en de Lichte.)
— Supreme Leader Snoke in teasertrailer 1

Chewie, we're home.(Chewie, we zijn thuis.)
— Han Solo tegen Chewbacca in teasertrailer 2

The Force - it's calling to you... just let it in.(De Kracht - hij roept je... laat hem binnen.)
— Maz Kanata, uit trailer

#### Officiële poster
De officiële filmposter zet qua stijl de lijn van de vorige zes verder. Verwacht werd dat de poster gemaakt zou worden door Drew Struzan. Hij maakte de posters van de prequels, in de stijl van de posters van de oorspronkelijke trilogie. Ook had het filmbedrijf eerder al een poster gelost voor een evenement (D23 Expo), gemaakt door Struzan. Het kwam dan ook als een verrassing als bleek dat de uiteindelijke affiche gemaakt was door de artiest Bryan Morton. De poster kwam op 18 oktober 2015 uit, de dag voor de trailer.

#### Voorverkoop
Meteen na de uitzending van de trailer ging de voorverkoop van de bioscooptickets van start. Er sneuvelden meteen verschillende records, waaronder de grootste voorverkoop in 24 uur in verschillende landen wereldwijd (waaronder de VS). De film zou in de Verenigde Staten op een dag tijd acht keer meer tickets verkocht hebben dan de vorige recordhouder The Hunger Games.

## Trivia
- Steven Spielberg had de film voor de première al drie keer gezien, zo zei hij zelf in een interview met het Franse RTL (30 november 2015). Spielberg is een mentor van J.J. Abrams en een partner van Kathleen Kennedy; zo zou hij de film dus makkelijk kunnen bekijken. Hij zei, als grote Star Wars-fan weliswaar, het volgende: "Ik denk dat deze nieuwe Star Wars de grootste film ooit kan zijn."[35]
- Daniel Craig figureert in de film als Stormtrooper. Hij is echter onherkenbaar omdat hij tijdens de gehele scene, waarin hij net voor Reys ontsnappingspoging haar bewaakt, zijn masker op houdt. De opnamen voor Star Wars: The Force Awakens waren in de Londense Pinewood Studios gelijktijdig met de opnamen voor de James Bond-film Spectre en zodoende was een figurantenrolletje dus snel geregeld.[36]
- In de film komt er een nieuwe sterrenbasis voor, die de naam 'Starkiller base' kreeg, zo gaf men weg op Comic-Con 2015. De naam Starkiller werd gekozen als verwijzing naar de oorspronkelijke naam van Luke Skywalker.[37] Hij zou namelijk eerst 'Luke Starkiller' heten, totdat dit veranderd werd tijdens de productie van de eerste film (Episode IV: A New Hope). De basis staat rechts op de filmposter.
- Het personage Maz Kanata is oorspronkelijk op een oud-leraar van J.J. Abrams gebaseerd. De leerkracht in kwestie, Rose Gilbert, was tijdens zijn middelbareschooljaren zijn leraar Engels. Abrams wou authenticiteit in de film en vertelde tijdens een samenkomst over de "wijze en tijdloze figuur" die hij kende uit het echte leven. Later, tijdens de uiterlijke vormgeving van het personage, werd Rose Gilbert ook een uitgangspunt. Rose Gilbert stierf tijdens de voorbereiding van de film en heeft er nooit van geweten.[38]
- Volgens Pablo Hidalgo, een creatief directeur bij Lucasfilm, was de titel van de film lange tijd Shadow of the Empire. Deze titel zou in de beginfase van de productie gekozen zijn en lijkt erg op de titel van het Star Wars-boek Shadows of the Empire, dat in 1996 uitgegeven werd.[39]